# Brían F. O’Byrne
Brían Francis O’Byrne (* 16. Mai 1967 in Mullagh, County Cavan) ist ein irischer Schauspieler.

## Karriere
Brían O’Byrne startete seine Karriere mit mehreren Theateraufführungen, für welche er auch schon einen Tony Award gewann. Daneben begann er auch in zahlreichen Fernsehproduktionen und Filmen mitzuspielen; sowohl irische als auch amerikanische Filmproduktionen wie Banditen!, Intermission, Million Dollar Baby, The New World und The International.
2007 wurde O’Byrne für seine Darstellung des russischen Schriftstellers Alexander Iwanowitsch Herzen in Tom Stoppards Bühnenaufführung The Coast of Utopia für einen weiteren Tony Award nominiert. Von 2009 bis 2010 war er in der US-amerikanischen Science-Fiction-Serie FlashForward in der Rolle des Aaron Stark zu sehen.
O’Byrne ist mit der amerikanischen Schauspielerin Heather Goldenhersh verheiratet. Das Paar hat zwei Töchter (geboren 2008 und 2010).

## Filmografie (Auswahl)
- 1986: Der Hogan-Clan (The Hogan Family) (Fernsehserie, Episode 2x07)
- 1998: Amongst Women (Miniserie)
- 2001: Banditen! (Bandits)
- 2001: Die Grauzone (The Grey Zone)
- 2001: Oz – Hölle hinter Gittern (Oz, Fernsehserie, 3 Episoden)
- 2003: Intermission
- 2004: Million Dollar Baby
- 2005: The New World
- 2006: Law & Order: Special Victims Unit (Fernsehserie, Episode 6x16)
- 2006: Bug
- 2007: Tödliche Entscheidung – Before the Devil Knows You’re Dead (Before the Devil Knows You’re Dead)
- 2007: Rezept zum Verlieben (No Reservations)
- 2007–2008: Brotherhood (Fernsehserie, 18 Episoden)
- 2009: The International
- 2009: Gesetz der Straße – Brooklyn’s Finest (Brooklyn’s Finest)
- 2009–2010: FlashForward (Fernsehserie, 22 Episoden)
- 2010: Medium – Nichts bleibt verborgen (Medium, Fernsehserie, Episode 7x09)
- 2011: Der letzte Tempelritter (Season of the Witch)
- 2011: Mildred Pierce (Miniserie, 8 Episoden)
- 2011–2012: Prime Suspect (Fernsehserie, 13 Episoden)
- 2014: Jimmy’s Hall
- 2015: Aquarius (Fernsehserie, 11 Episoden)
- 2015: The Last Ship (Fernsehserie, 7 Episoden)
- 2015: The Bastard Executioner (Fernsehserie, 6 Episoden)
- 2016–2019: The Magicians (Serie)
- 2017: Manhunt: Unabomber (Fernsehserie, 4 Episoden)
- 2018: Nightflyers (Fernsehserie)
- 2020: Mein Jahr in New York (My Salinger Year)
- 2020: Lincoln Rhyme: Der Knochenjäger (Fernsehserie)
- 2020: Sergio
- 2022: Das Wunder (The Wonder)
- 2024: Konklave (Conclave)
- 2025: The Dead of Winter